# Valea Stupinii
Valea Stupinii – wieś w Rumunii, w okręgu Prahova, w gminie Poseștii. W 2011 roku liczyła 201 mieszkańców.